# Billy Ficca
William Joseph Ficca (Delaware, 15 de febrero de 1950) más conocido como Billy Ficca, es un baterista estadounidense, conocido por formar parte de la banda de punk rock Television (originalmente llamada The Neon Boys). Tras la separación de ese grupo en 1978, Ficca formó parte de The Waitresses. También ha tocado en algunos álbumes solistas de su excompañero de banda, Tom Verlaine.

## Biografía
De origen italiano, Ficca era amigo de la infancia de Tom Verlaine (también conocido como Tom Miller). Verlaine se mudó a Nueva York y en 1972 formó The Neon Boys con Richard Hell (Richard Meyers). Reclutaron a Ficca para que fuera su baterista y luego, con la incorporación del segundo guitarrista Richard Lloyd, cambiaron su nombre a Television. Después de que Television se separó, Ficca se unió a The Waitresses. Ficca también trabajó con Nona Hendryx & Zero Cool, 40 Families y The Washington Squares. Actuó frecuentemente con el guitarrista y vocalista Tom Verlaine y el bajista Richard Hell, así como con el bajista Clint Bahr. También tocó con la poeta y cantante francesa Sapho en 1980 en su LP llamado "Sapho". También ha aparecido en álbumes de Dave Rave, Glen or Glenda, The Novellas, Eugene Ripper, Shane Faubert, Brian Ritchie y cuatro álbumes con el fundador de Antifolk, Lach. Actúa con Television, Gary Lucas, Dylan Nirvana and the Bad Flowers, Gods and Monsters, New York Blues Project, Original Dharma Bums y Uncle Bob NYC.
El estilo de Ficca ha sido comparado con el baterista de jazz Elvin Jones y con John Bonham (de Led Zeppelin).